# Ernesto Canto
Ernesto Canto Gudiño (18. října 1959 Ciudad de México – 20. listopadu 2020) byl mexický atlet, chodec, olympijský vítěz v chůzi na 20 kilometrů z roku 1984.

## Sportovní kariéra
Při premiéře světového šampionátu v atletice v Helsinkách v roce 1983 byl v závodě v chůzi na 20 kilometrů od počátku v čelní skupině, po 15 kilometrech se od ní odpoutal a zvítězil. O rok později na olympiádě v Los Angeles se stal na této trati olympijským vítězem. V závodě na 50 kilometrů skončil na 10. místě.
Na tyto úspěchy už v dalších letech nenavázal. Na světovém šampionátu v Římě v roce 1987 i olympiádě v Soulu o rok později byl v závodě na 20 km chůze diskvalifikován. Při startu v olympijském závodě na 20 km v Barceloně skončil 29. a zanedlouho ukončil aktivní sportovní kariéru.